# Georg Dietrich von der Groeben
Georg Dietrich von der Groeben (* 22. Oktober 1725 in Preußen; † 9. Juli 1794 in Berlin) war ein preußischer Generalleutnant, Militärschriftsteller und Chef des Militärdepartements beim Generaldirektorium.

## Leben und Militärkarriere

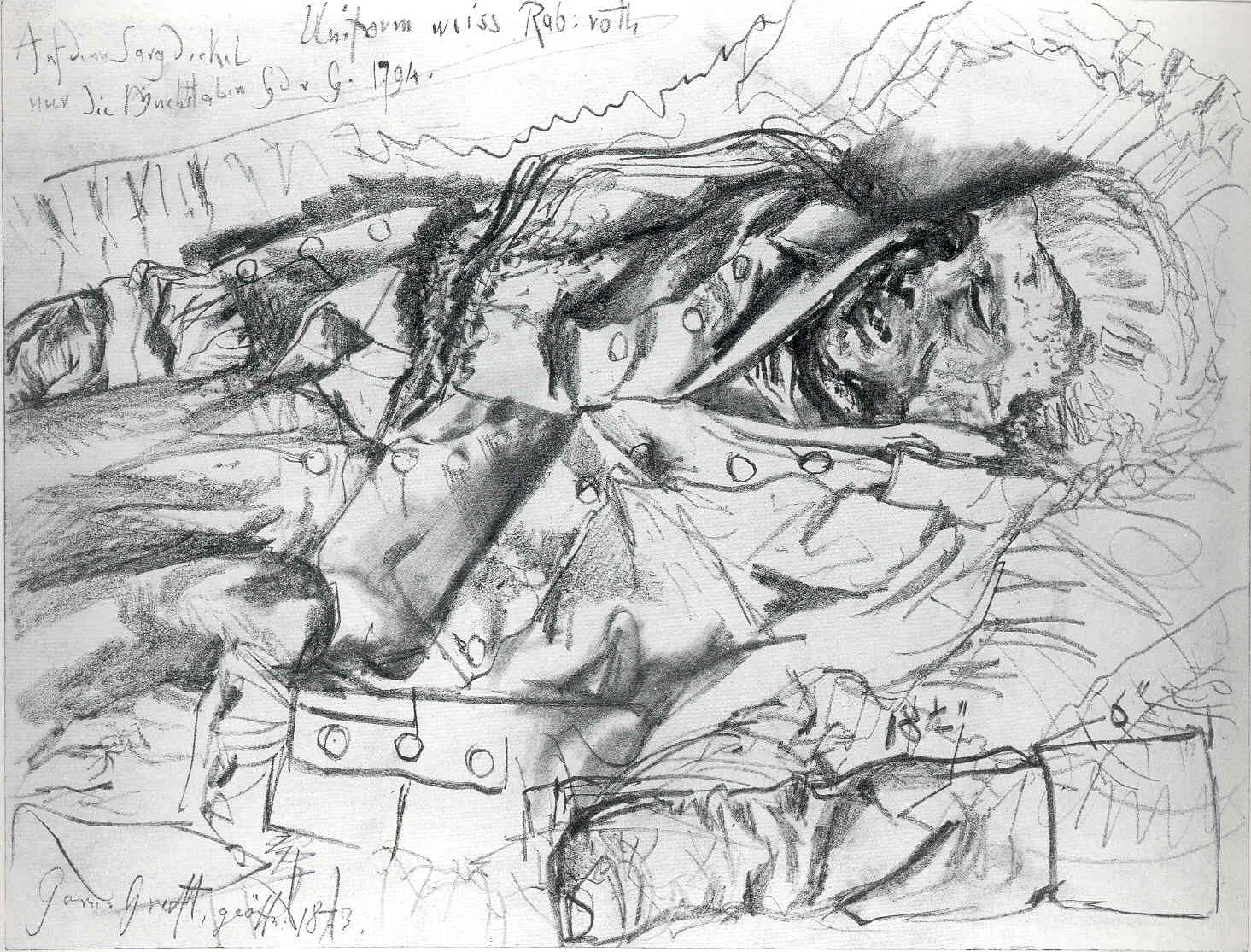
Adolph Menzel: Leiche eines Offiziers, 1873; Bleistift, 23,8 ×33,3 cm. Berlin, Kupferstichkabinett

Von der Groeben entstammte einer ursprünglich märkischen Adelsfamilie von der Groeben, die eine große Zahl hoher Militärs hervorbrachte. Sein Vater war ein preußischer Hofgerichtsrat gleichen Namens. Nachdem er in den 1730er Jahren im Groebenschen Stipendienhaus in Königsberg (Ostpreußen) erzogen wurde, begann er seine militärische Laufbahn. Im September 1745 wurde er im Range eines Majors im Regiment Roeder zu Pferde stehend von König Friedrich II. mit dem Orden Pour le Mérite ausgezeichnet. Im Jahr 1780 war er bis zum Oberstleutnant aufgestiegen und wurde 1782 zum Oberst befördert. Im Mai 1787 wurde er zum Generalmajor ernannt und übernahm im gleichen Jahr das Kürassier-Regiment „von Bohlen“. Gleichzeitig wurde er von König Friedrich Wilhelm II. zum Generalinspekteur der niederschlesischen Kavallerie ernannt. 
Im September 1788 wurde er Chef des Militärdepartements beim preußischen Generaldirektorium, wo er nach dem Vorbild seiner Lehrmeister Friedrich Wilhelm von Seydlitz und Wilhelm Dietrich von Buddenbrock zu einem Erneuerer der preußischen Kavallerie wurde. Kurz vor seinem Tod im Juli 1794 wurde er zum Generalleutnant befördert.
Am 11. Juli 1794 wurde er in der Gruft der Berliner Garnisonkirche beigesetzt. Sein mumifizierter Leichnam gehörte fast 80 Jahre nach seinem Tod zu den von Adolph von Menzel gezeichneten Leichenportraits. Die Zeichnung Leiche eines Offiziers konnte durch Menzels Notizen auf dem Blatt als Abbildung der Mumie von der Groebens identifiziert werden.

## Familie
Groeben war mit Johanna Antoinette Charlotte von Koppy verheiratet, mit der er zwei Töchter hatte:
- Bernhardine Friederike Sophie Charlotte (* 1777)
- Wilhelmine Charlotte Luise Karoline Friederike (* 29. November 1788; † 21. Januar 1865) ⚭ 1805 Freiherr Karl Lebrecht Friedrich von Krafft (1784–1857), preußischer Generalleutnant

## Autor und Militärwissenschaftler
Schon im Alter von 23 Jahren begann Groeben mit der Übersetzung französischer Literatur zu militärwissenschaftlichen Themen. Er verfasste, meist anonym, eigene kriegswissenschaftliche Artikel, die er in der von ihm 1754 begründeten Reihe Versuch einer Kriegsbibliothek (10 Bände bis 1772) und Neue Kriegsbibliothek (8 Bände 1774 bis 1780) veröffentlichte. Mit diesen Reihen gab er die erste kriegswissenschaftliche Zeitschrift Europas heraus. Seine Erläuterungen zum Verstande der Schiffahrt und des Seekrieges nach alphabetischer Ordnung von 1774 wurden mehr als 200 Jahre später im Reprint veröffentlicht.

### Werke
- Erläuterungen zum Verstande der Schifffahrt, Digitalisat
- Vorschlag und Entwurf einer allgemeinen Büchermanufactur in und vor Deutschland, Digitalisat
- Abhandlung von den Thurnieren, Digitalisat
- Neue Kriegsbibliothek, Digitalisat
- Griechenland und die Griechen,Digitalisat Auflage von 1821